# Rost
Rost este o publicație lunară de orientare conservatoare, naționalistă și creștină. Publicația cuprinde articole și comentarii pe teme de actualitate politică, socială și culturală. Un loc special îl ocupă tematica religioasă, revista publicând eseuri, comentarii și studii legate de reflecția teologică, etică și social-politică de pe poziții creștin ortodoxe românești.
În revistă pot fi întâlnite și materiale sub semnătura unor personalități ale vieții publice și/sau culturale din România, ca: Antonie Plămădeală, Teodor Baconsky, Cristian Badiliță, Iulian Boldea, Gheorghe Calciu-Dumitreasa, Hristu Cândroveanu, Ioan Petru Culianu, Constantin Galeriu, Paul Goma, Ștefan Gorovei, Adrian Iorgulescu, Nestor Vornicescu, Toader Paleologu, Dan Puric, Dan Stanca, Dumitru Stăniloae, Varujan Vosganian
La mai multe luni după apariția primului număr, în martie 2003, revista Rost a fost caracterizată de ziarul Ziua drept „o revista conservatoare, care slujeste românismul, fără să abuzeze de iluzia localismului îngust”, făcând cunoscute „o serie de valori tradiționale ale societății românești, pe care puțini oameni sunt dispuși să și le mai asume in ziua de astăzi”. Potrivit România Liberă în 2006, în fiecare număr, publicația dedică o parte a paginilor sale „unei personalități a culturii sau religiei românești, uitate sau marginalizate în vremurile comunismului, încercand s-o revalorizeze pe o scară axiologică firească”.